# Helena (švédská královna)
Helena nebo také Elin (11. století – fl. asi 1105/10) byla jako manželka krále Inge I. a švédská královna a pravděpodobně sestra švédského krále Blóta-Svena.

## Původ
Helenin původ není jistý. Zřejmě pocházela z Östergötlandu, z vedlejší větve královského rodu Ynglingů, a byla sestrou jiného švédského krále, pohanského Blot-Svena. Manželství zřejmě vzniklo z touhy sjednotit křesťanské a pohanské frakce ve Švédsku. Někdy se spekuluje o tom, že byla ruského nebo řeckého původu, ale to je nepotvrzené a nepravděpodobné. Je dostatečně historicky prokazatelné, že Inge se oženil se sestrou Blot-Svena a Sven je vždy uváděn jako Ingeho švagr. Islandské zdroje mluví o tom, že Ingeho manželkou byla sestra Blot-Svena Maer nebo také Mö
To však nejsou skutečná jména, jedná se o nordické označení dívky či panny. Její švédské jméno Elin si křesťanští cizinci přeložili jako Helena.
Genealogii vikinských rodin je velmi těžké odvodit, ale jako sestra Blot-Svena mohla být dcerou Ingvara Vittfarnea, syna krále Emunda Gammala. Existuje runový kámen, který nechal vztyčit muž jménem Sigtorn na počest své dcery Mö a svého syna Svena. Pokud se jednalo o otce královny Heleny a Blot-Svena, její plné jméno by bylo Helena Sigtornsdotter.

## Život
O životě královny Heleny se toho příliš neví, ale pravděpodobně byla v době sňatku pohankou stejně jako její bratr a poté dobrovolně nebo z donucení konvertovala ke křesťanství. Jméno Helena mohla přijmout při svém křtu. Její dcery také dostaly křesťanská jména: Kristina, Markéta a Kateřina. V roce 1087 byl její bratr zabit a pohanství ve Švédsku bylo poraženo. Ke konci života Helena zřejmě byla křesťankou, založila totiž společně s manželem klášter Vreta v Östergötlandu. Po manželově smrti v roce 1105 své dny dožila v tomto klášteře.

## Potomci
- Kristina Ingesdotter
- Ragnvald, možná Ragnvald Knaphövde.[6]
- Markéta Fredkulla, manželka Magnuse III. Norského a poté Nielse Dánského
- Kateřina Ingesdotter